# Zelandotipula perobtusa
Zelandotipula perobtusa är en tvåvingeart som beskrevs av Alexander 1969. Zelandotipula perobtusa ingår i släktet Zelandotipula och familjen storharkrankar.
Artens utbredningsområde är Peru. Inga underarter finns listade i Catalogue of Life.